# Moral

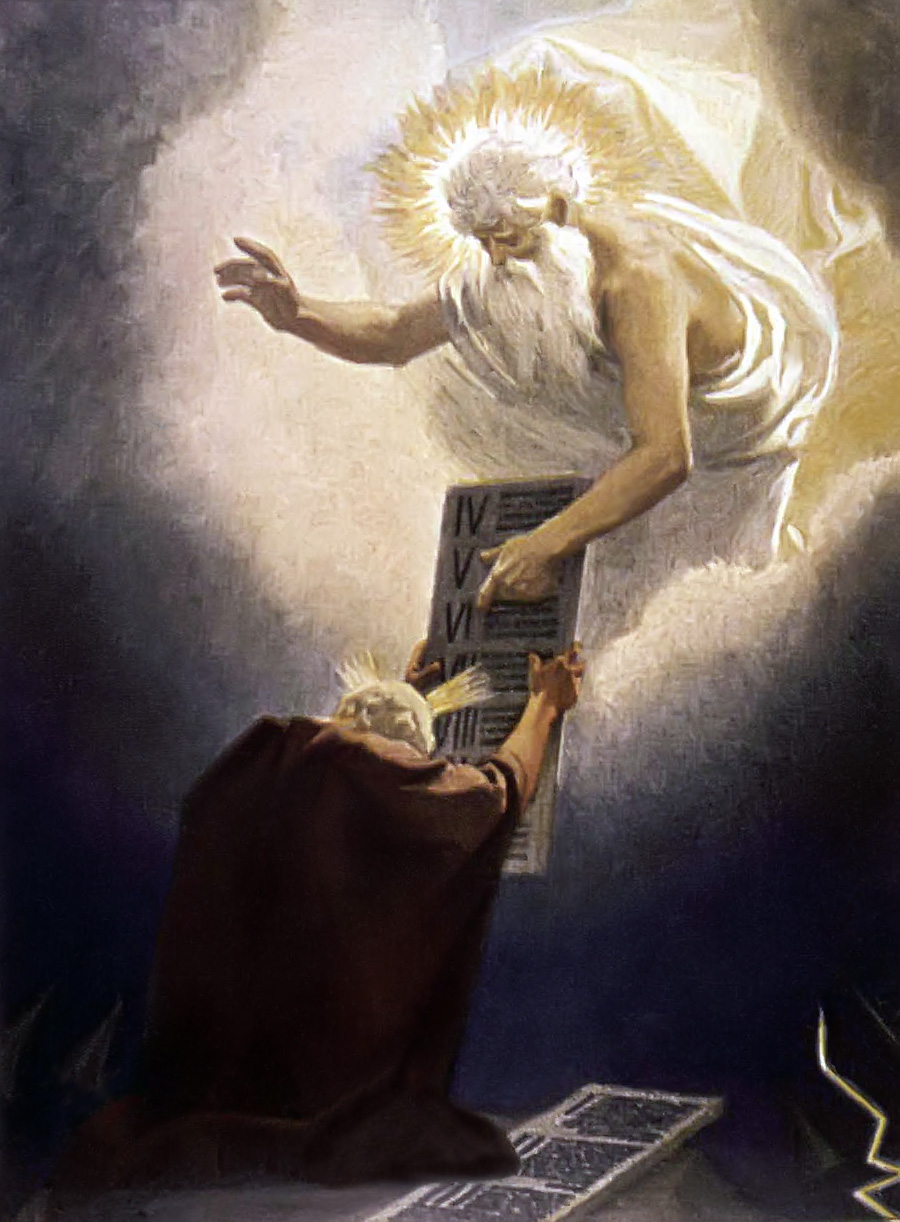
Moisés recebendo os Dez Mandamentos, pintura de Gebhard Fugel, por volta de 1900.

A moral (em latim: moralis; "maneira, caráter, comportamento próprio") é a diferenciação de intenções, decisões e ações entre aquelas que são distinguidas como próprias e as que são impróprias. Seria importante referir, ainda, quanto à etimologia da palavra "moral", que esta se originou a partir do intento dos romanos traduzirem a palavra grega êthica.
E assim, a palavra moral não traduz por completo, a palavra grega originária. É que êthica possuía, para os gregos, dois sentidos complementares: o primeiro derivava de êthos e significava, numa palavra, a interioridade do ato humano, ou seja, aquilo que gera uma ação genuinamente humana e que brota a partir de dentro do sujeito moral, ou seja, êthos remete-nos para o âmago do agir, para a intenção. Por outro lado, êthica significava também éthos, remetendo-nos para a questão dos hábitos, costumes, usos e regras, o que se materializa na assimilação social dos valores.
A tradução latina do termo êthica para mores "esqueceu" o sentido de êthos (a dimensão pessoal do ato humano), privilegiando o sentido comunitário da atitude valorativa. Dessa tradução incompleta resulta a confusão que muitos, hoje, fazem entre os termos ética e moral.
A ética pode encontrar-se com a moral pois a suporta, na medida em que não existem costumes ou hábitos sociais completamente separados de uma ética individual. Da ética individual se passa a um valor social, e deste, quando devidamente enraizado numa sociedade, se passa à lei. Assim, pode-se afirmar, seguindo este raciocínio, que não existe lei sem uma ética que lhe sirva de alicerce.
Segundo José Ferrater Mora, os termos 'ética' e 'moral' são usados, por vezes, indistintamente. Contudo, o termo moral tem usualmente uma significação mais ampla que o vocábulo 'ética'. A moral é aquilo que se submete a um valor. Hegel distingue  a moral subjetiva (cumprimento do dever, pelo ato de vontade)  da moral objetiva (obediência à lei moral enquanto fixada pelas normas, leis e costumes da sociedade, a qual representa ao mesmo tempo o espírito objetivo). Hegel considera que seja insuficiente a mera boa vontade subjetiva. É preciso que a boa vontade subjetiva não se perca em si mesma ou se mantenha simplesmente como aspiração ao bem, dentro de um  subjetivismo meramente abstrato. Para que se torne concreto, é preciso que se integre com o objetivo, que se manifesta moralmente como moral objetiva. É a racionalidade da moral universal concreta que pode dar um conteúdo à moral subjectiva da mera consciência moral.
Alguns dicionários definem moral como "conjunto de regras de conduta consideradas como válidas, éticas, quer de modo absoluto para qualquer tempo ou lugar, quer para grupos ou pessoa determinada" (Aurélio Buarque de Hollanda), ou seja, regras estabelecidas e aceitas pelas comunidades humanas durante determinados períodos de tempo.

## Moral
Moral é um conjunto de regras no convívio. O seu campo de aplicação é maior do que o campo do Direito. Nem todas as regras Morais são regras jurídicas. O campo da moral é mais amplo. A semelhança que o Direito tem com a Moral é que ambas são formas de controle social.
Existem algumas teorias que podem explicar melhor o campo de aplicação entre o Direito e Moral, quais sejam:
- Teoria dos círculos secantes do jurista francês Claude du Pasquier, segundo a qual Direito e Moral coexistem, não se separam, pois há um campo de competência comum onde há regras com qualidade jurídica e que têm caráter moral. Toda norma jurídica tem conteúdo moral, mas nem todo conteúdo moral tem conteúdo jurídico;
- Teoria dos círculos concêntricos (Jeremy Bentham), segundo a qual a ordem jurídica estaria incluída totalmente no campo da Moral. Os dois círculos (Moral e Direito) seriam concêntricos, com o maior pertencendo à Moral. Assim, o campo moral é mais amplo do que o do Direito e este se subordina à Moral;
- Teoria do mínimo ético, desenvolvida por Georg Jellinek, segundo a qual o Direito representa apenas o mínimo de Moral obrigatório para que a sociedade possa sobreviver.

"Os egípcios, os babilônios, os chineses e os próprios gregos não distinguem o direito da moral e da religião. Para eles o direito confunde-se com os costumes sociais. Moral, religião e direito são confundidos. Nos códigos antigos, encontramos não só preceitos jurídicos, como, também, prescrições morais e religiosas. O direito nesse tempo ainda não havia adquirido autonomia, talvez porque, como nota Roubier, 'nas sociedades antigas, a severidade dos costumes e a coação religiosa permitiram obter espontaneamente o que o direito só conseguiu mais tarde', com muita coerção." (GUSMÃO, 2007, p. 69)
Conclui-se que a Moral vem antes do Direito, ou da ciência do Direito.
“Os romanos, organizadores do direito, definindo-o sob a influência da filosofia grega, consideraram-no como ars boni et aequi. (arte do bom e equitativo). O grande jurisconsulto Paulo, talvez fosse melhor simplificar compreendendo a particularidade do direito, sustentou que non omne quod licet honestum est. Nem tudo que é lícito é honesto. Nem tudo que é legal é moral. O permitido pelo direito nem sempre está de acordo com a moral.”(GUSMÃO, 2007, p. 69)
“A moral tem por objeto o comportamento humano regido por regras e valores morais, que se encontram gravados em nossas consciências, e em nenhum código, comportamento resultante de decisão da vontade que torna o homem, por ser livre, responsável por sua culpa quando agir contra as regras morais.”
“O direito é:
- heterônomo: por ser imposto ou garantido pela autoridade competente, mesmo contra a vontade de seus destinatários;
- bilateral: em virtude de se operar entre indivíduos (partes) que se colocam como sujeitos, um de direitos e outro de obrigações;
- coercível: porque o dever jurídico deve ser cumprido sob pena de sofrer o devedor os efeitos da sanção organizada, aplicável pelos órgãos especializados da sociedade.

A moral é:
- autônoma pois é imposta pela consciência ao homem;
- unilateral: por dizer respeito apenas ao indivíduo;
- incoercível: o dever moral não é exigível por ninguém, reduzindo-se a dever de consciência.” [carece de fontes?]

## Origem
A moral humana sempre foi alvo de curiosidade e investigação. Foram vários os filósofos que propuseram origens e desdobramentos dela. Há quem acredite que a moral do homem tem origens biológicas, empíricas ou é inserida no momento do nascimento. Dentre tais divergências, em seu texto "A Marcha dos Pinguins' e a origem da moral" diz que a moral não surge de forma natural, como na benevolência dos animais sugerida por muitos pensadores, mas da capacidade do ser humano de se colocar no lugar do semelhante, e fazer com que as experiências do outro enriqueçam as suas.

## Visão dos grandes pensadores

### Adam Smith
Para Adam Smith, os princípios morais derivam das experiências históricas. Segundo ele, os sentimentos que determinaram a Revolução Industrial e seus processos produtivos foram: paixões sensíveis particulares (apetite sexual, raiva, inveja, simpatia), amor próprio ou egoísmo, benevolência, que se relaciona à inclinação direcionada para o social e a consciência, ou razão, que orienta o cálculo racional. As regras estabelecidas pela sociedade foram aplicadas à medida que se tornaram eficientes e úteis.

### David Hume
David Hume observou a moral de forma empírica. Demonstrou que a moral está intimamente ligada à paixão e não à razão. Diferentemente do que supunham seus precedentes, não haveria um bem superior pelo qual a humanidade se pautasse. Para Hume, o impulso básico para as ações humanas consiste em obter prazer e impedir a dor. No que consiste a moral, o filósofo defende que a experiência (empírica) promove o entendimento humano. O desejo sugere impressão, ideia e, portanto, é provocada pela necessidade induzindo à liberdade.

### Immanuel Kant
Diferentemente do que afirmava Hume, Kant defendia a razão como base da moral. Partindo do princípio de identidade, o comportamento humano está relacionado com a identificação no outro, ou seja, a ação das pessoas influencia no comportamento do indivíduo, tornando-se dessa forma o comportamento uma lei universal.

## Moral no mundo selvagem

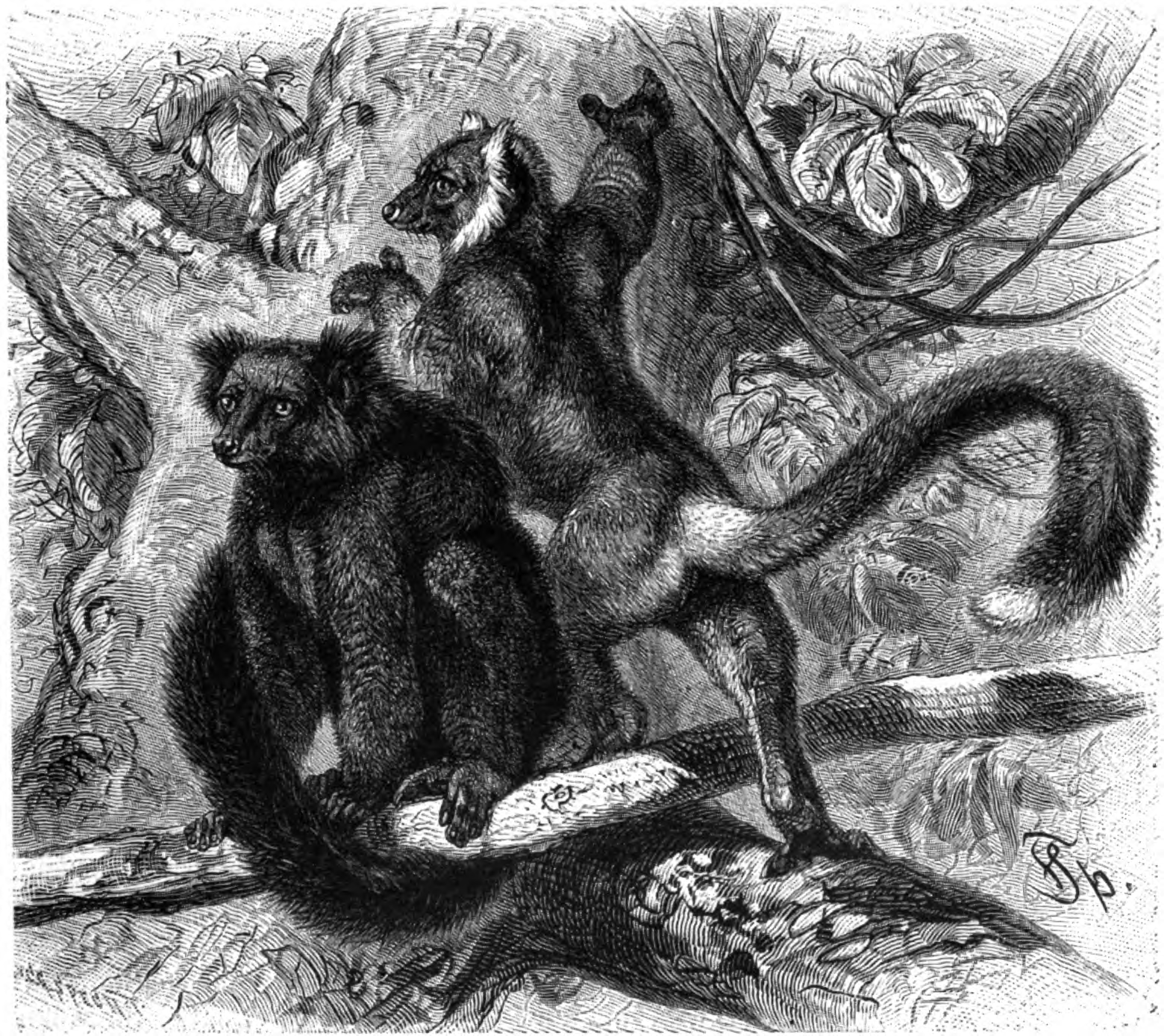
"Foi a natureza que criou as bases para a vida em sociedade como a conhecemos, e não o homem.", Frans de Waal

O primatologista holandês Frans de Waal defende em seu livro Eu, Primata que a conduta política e o altruísmo são constatados nos primatas e têm, portanto, uma raiz biológica comum. Em outro livro seu, Primates and Philosophers, Waal defende que a propriedade da moral, que antes se acreditava exclusiva do ser humano, também se apresenta em outros primatas. Ele acredita que a moral do homem não surgiu do nada ou que seja produto de religião ou cultura. Ela teria, segundo o autor, origem semelhante à dos primatas, pois são encontrados neles a capacidade de empatia, a reciprocidade e o senso de justiça.

## A moral nas práticas midiáticas

### Moral e o discurso
A moral também se faz presente na comunicação, determinando tipos de discursos conforme a sociedade em que estão. Por exemplo, a moral pode determinar planos ideológicos (político, econômico e religioso) ou controlar palavras, como delimitação de decência na filtragem de enunciados. Pode ainda estar relacionada com os tipos sociais, ou seja, em um determinado extrato social a moral determina a linguagem falada. Os tabus estão diretamente ligados à moral, pois delimitam o que pode ser dito em uma sociedade. 

### Moral e a Semiótica de Peirce
De acordo com a teoria do Thirdness de Charles Sanders Peirce, o signo é resultado de um consenso, de uma opinião. Portanto, a moral entra nesse sentido de delimitação das convenções sociais. 

## Moral e religião

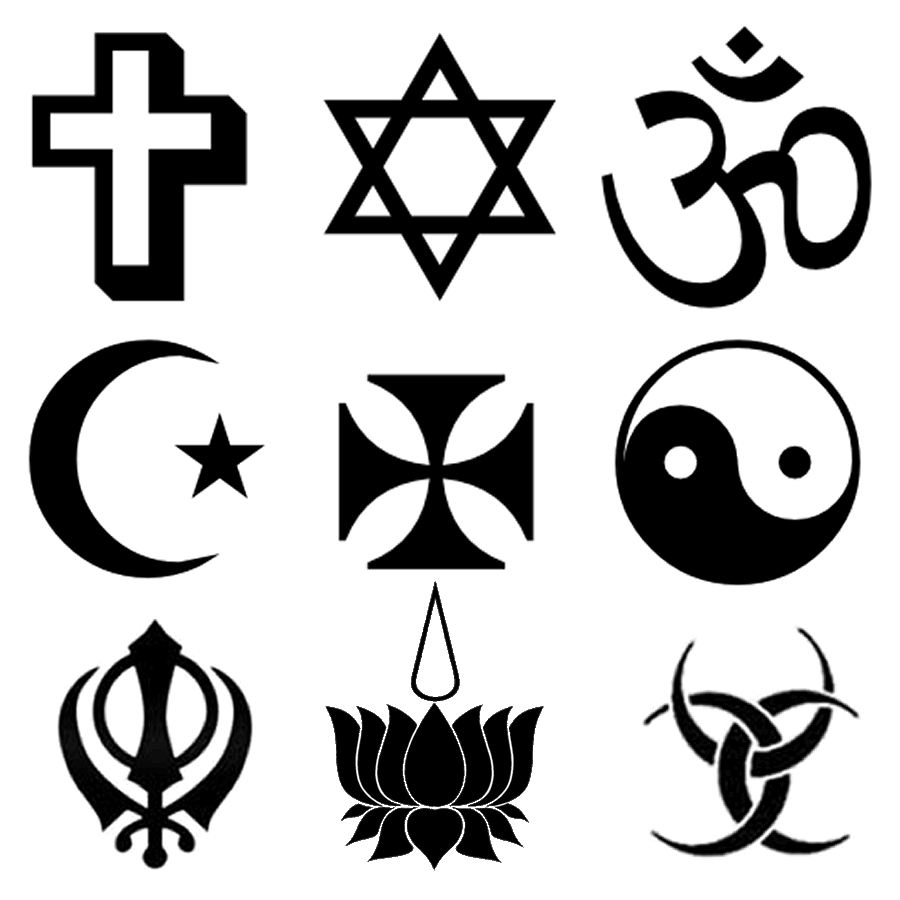

As comunidades religiosas possuem em comum a prática da moral, nas quais seus membros possuem a mesma conduta e procuram não praticar aquilo que é condenado pela religião. 
A salvação para cada indivíduo depende das leis divinas. Tal ponto, torna a moral religiosa como fator determinante no controle do indivíduo e da sociedade.

### Cristianismo
A moral cristã está centrada em um núcleo no qual gravitam virtudes essenciais que, se conseguidas, levam supostamente à fraternidade e à paz de espírito. A moral, assim, se resume na caridade e na humildade, isto é, nas duas virtudes contrárias ao egoísmo e ao orgulho. Em todos os seus ensinos, o cristianismo aponta essas duas virtudes como sendo as que conduzem à eterna felicidade.

### Budismo
A moral budista é baseada nos princípios da preservação da vida e moderação, ou seja, o treino mental foca a moral, a concentração meditativa e a sabedoria.

### Hinduísmo
Os pontos mais importantes da moral hindu podem ser resumidos em: domínio de si mesmo, compaixão pelos outros, pessoas ou animais, e a renúncia.

## Moral na Literatura

### Literatura infantil

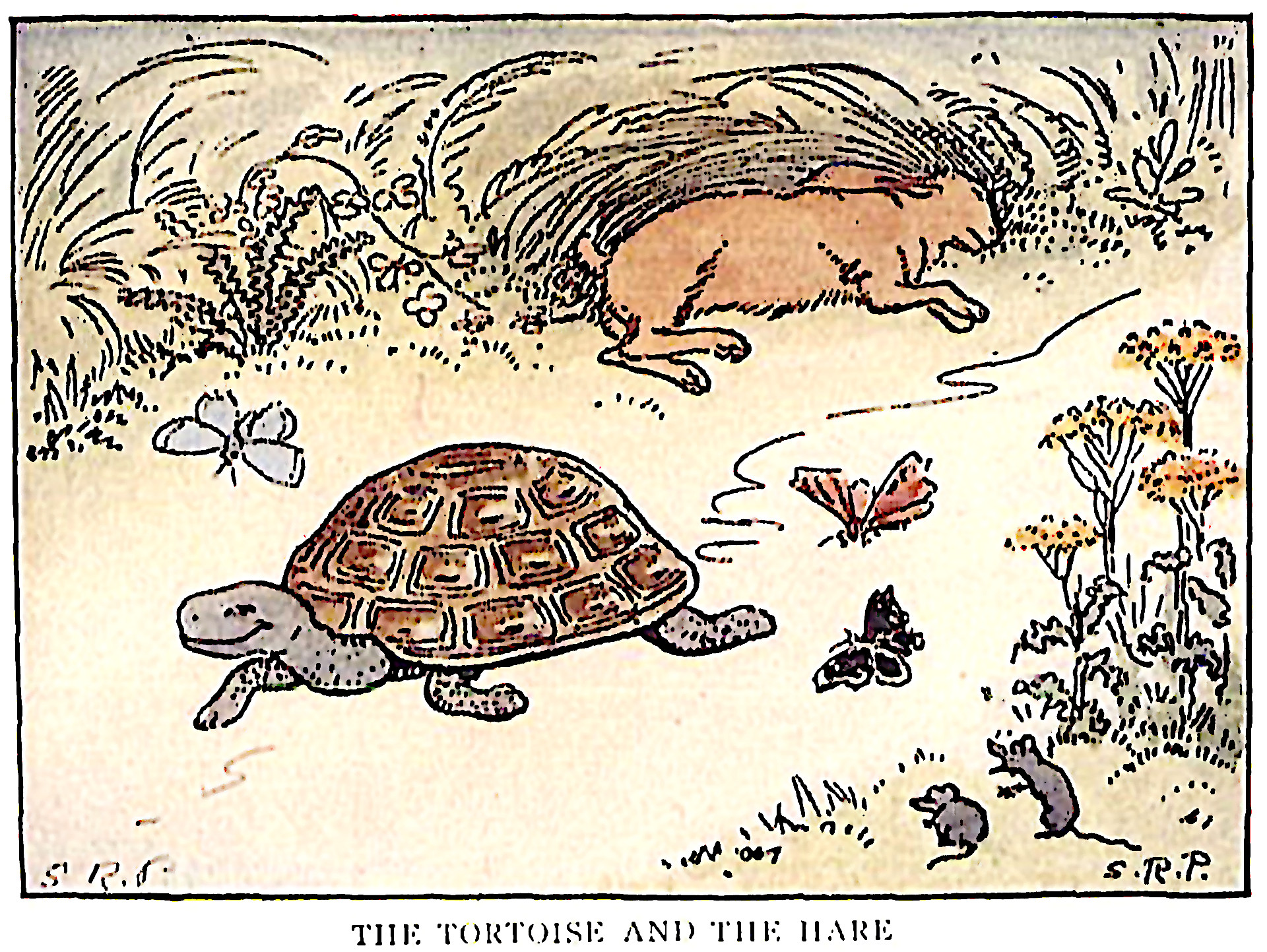
Toda fábula tem uma moral. Em "A Lebre e a Tartaruga" a moral é: "Quem segue devagar e com constância sempre chega na frente."

Esse gênero literário possui, na maioria das vezes, a função de transmitir à criança valores morais e conhecimento, formando adultos conscientes. Exemplo clássico são as fábulas, narrativas alegóricas de uma situação vivida por animais, que referencia uma situação humana e tem por objetivo transmitir moral. A exemplaridade desses textos espelha a moral social da época e o caráter pedagógico que encerram. É oferecido, então, um modelo de comportamento maniqueísta; em que o "certo" deve ser copiado e o "errado", evitado.

### Romance
Também o romance pode ter a intenção de moralizar a sociedade. Machado de Assis, por exemplo, fazia uma crítica moralizante em seus romances.